# Класификација лековитих минералних вода
Класификација лековитих минералних вода је поступак којим се према одређеним прописаним критеријумима а на основу састава и намене, вода разврстава у четири класе или групе.

## Опште информације
У природи је присутан велики број лековитих минералних вода, које захваљујући својим физичко-хемијским својствима имају широку примену у балнеоклиматологији, али и у свакодневној употреби.
Лековите минералне воде које се користе за купање у њима (хидротерапија) или пиће, разврставају се на основу више критеријума, на више начина. као што су:
- општа минерализација,

- јонски и гасни састав,

- садржај терапеутски активних компоненти,

- радиоактивност,

- киселост, односно алкалност,

- температура.

## Класификација на основу хидрогеолошке структуре
На основу хидрогеолошке структуре - типа аквифера (издана), нпр. на територији Србије издвојене су четири групе минералних и термалних вода:
- Минералне и термалне воде вулканогених масива
- Минералне и термалне воде карстних подручја
- Минералне и термалне воде области метаморфити
- Минералне и термалне воде хидрогеолошких басена.

## Класификације према анјонско-катјонском саставу и садржају компонентни
| Класификација лековитих минералних вода према анјонско-катјонском саставу | Класификација лековитих минералних вода према анјонско-катјонском саставу | Класификација лековитих минералних вода према анјонско-катјонском саставу |
| Класа                                                                     | Количина минерала                                                         | Карактеристике |
| ------------------------------------------------------------------------- | ------------------------------------------------------------------------- | --- |
| I. Воде повишене минерализације                                           | 1 - 5 g/l                                                                 | Кад се пију делују на човечији организам слично као „обичне“ мало минерализоване воде.                                                                                                |
| II. Воде средње минерализације                                            | 5 - 15 g/l                                                                | По својој осмотској концентрацији сличне су концентрацији плазме у крви. Најпогодније су за примену у балнеологији (пију као лек).                                                    |
| III. Воде високе минерализације                                           | 15 - 35 g/l                                                               | Најчешће служе за лечење купањем. Поједини типови вода се пију, као што су хлоридно-хидрокарбонатне и хидрокарбонатне воде натријумске групе.                                         |
| IV. Расолне воде                                                          | 35 - 150 g/l                                                              | У природном облику користе се искључиво за купање. Изузетно се у балнеологији могу користи за пиће уз претходно разблаживање мало минерализованим или водама повишене минерализације. |

| Класификација лековитих минералних вода на основу садржаја компонентни | Класификација лековитих минералних вода на основу садржаја компонентни | Класификација лековитих минералних вода на основу садржаја компонентни |
| Група                                                                  | Елемети                                                                | Карактеристике |
| ---------------------------------------------------------------------- | ---------------------------------------------------------------------- | --- |
| Прва група елеманта                                                    | Fe, Co, As, J, Br и евентуално B.                                      | Групу чине елементи са израженим фармаколошким дејством. |
| Друга група елеманта                                                   | J, Fe, Cu, Mo, Zn, Co, Mn, а могуће и Ni и Ba.                         | Елемети из ове групе имају тачно утврђени утицај на хормоналне и ферменталне процесе у организму.                                                                                          |
| Трећа група елеманта                                                   | As, Pb, Se, Hg, V, F.                                                  | Ову групу чине елементи токсични за организам |
| Четврта група елеманта                                                 | Ti, Zr, Ir, Cs, Ge i mnogi drugi.                                      | Елемети из ове групе откривени су у ткиву и ткивним течностима човека. Њихова биолошка улога још није утврђена. Када су гасови у питању као балнеолошки корисни сматрају се CO2, H2S и Rn. |